# Z4
O Z4 foi um computador projetado por Konrad Zuse, baseado nos anteriores Z3 e Z2.

## Antecedentes
Em 1940, Konrad Zuse teve a idéia de usar computadores para libertar os espíritos dos seres humanos da tarefa de cálculos. Para construir o seus computadores, Konrad Zuse fundou uma companhia chamada de Zuse Apparatebau em Berlim no dia 1 de abril de 1940. 	

## O computador Z4
A Zuse Apparatebau era uma pequena empresa localizada no Methfesselstraße 7 e 10, em Berlim-Kreuzberg. Em 1941, Konrad Zuse tinha certeza de que os problemas gerais de construção de computadores poderosos foram resolvidos. Ele projetou o Z4 para ser um protótipo de computadores para escritórios de engenharia e institutos científicos. Com base em suas experiências com as máquinas Z1 a Z3 , e sabendo o que ele queria para solucionar problemas para os engenheiros, ele percebeu que o Z4 necessitava de muito mais memória do que as máquinas anteriores.
Por este motivo, ele comparou as vantagens e desvantagens de uma memória construída utilizando relés de uma memória construída a partir de folhas de metal fino (como o Z1 e Z2). Sua conclusão foi de que a construção da memória a partir de folhas de metal era muito menos dispendioso do que construir uma memória de relés . Ficou claro para ele que uma memória de 32-bit mil palavras consistindo de relés seria muito grande, porque ele iria precisar de mais de 1000 x 32 = 32000 relés. Sua memória mecânica patenteada (1936) funcionou de forma muito confiável, e para as 1000 palavras ele não iria precisar de mais de um metro cúbico de espaço. Konrad Zuse também estimou os custos de uma palavra de 32-bit da memória mecânica como sendo de 5 RM (Reichmarks), o que correspondeu a aproximadamente 2,50 dólares em 1942.
A meta para o Z4, que foi desenvolvido entre 1942 e 1945, foi a construção do protótipo de uma máquina que estava destinada a ser produzida na casa das centenas. 

## Z4 e aSegunda Guerra Mundial
Em 1945 a Zuse Apparatebau tinha cerca de 20 funcionários. Nesta época o edifício e a empresa foram completamente destruídos pelos ataques aéreos. Nesse ano, a região do terreno no Methfesselstraße 7 foi bombardeado.
Os Z3 e Z4 foram construídos em uma casa sobre esta parcela de terreno. 
Demorou mais de quatro anos para construir o Z4, que acabou por ser muito menor do que o inicialmente previsto. No entanto, a falta de materiais, os quase diários ataques aéreos, bem como a crescente dificuldade de se viver em Berlim tornaram impossível terminar o Z4.